# Station Fréjus
Station Fréjus is een spoorwegstation in de Franse gemeente Fréjus.